# مونت پلزنت (یوتا)
مونت پلزنت (به انگلیسی: Mount Pleasant) شهری در ایالت یوتا کشور ایالات متحده آمریکا است که جمعیت آن در سرشماری سال ۲۰۱۰ میلادی، ۳٬۲۶۰ نفر بوده‌است.